# Isola del Liri
Isola del Liri là một đô thịthuộc tỉnh Frosinone (Valle Latina) trong vùng Latium nước Ý. Đô thị này có diện tích 16 km², dân số 11890 người.
Đô thị này có làng trực thuộc: Borgo Nuovo, Capitino, Capitino San Paolo, San Domenico, Selva Alta, Selva Forlì, Via Maria.
Đô thị này giáp các đô thị sau: Arpino, Castelliri, Sora.